# 清水隆徳

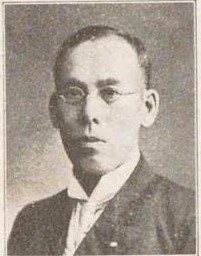
清水隆徳

清水 隆徳（しみず たかのり、1862年9月13日（文久2年8月20日）‐ 1929年（昭和4年）10月21日）は、明治から大正期の実業家、政治家。衆議院議員。旧姓・告森、筆名・山本隆徳、号・鶴城。

## 経歴
伊予国宇和島城下御殿町（愛媛県北宇和郡宇和島町を経て現宇和島市）で、宇和島藩士・告森桑圃の二男として生まれる。都筑荘蔵（鶴州）、上甲振洋の謹教堂で漢学を修めた。1877年（明治10年）北予変則中学校（松山中学校を経て現愛媛県立松山東高等学校）で学び、1881年（明治14年）大分県中津の慶應義塾支塾に入塾した。1880年（明治13年）頃、松山の民権結社「公共社」機関紙『海南新聞』編輯長に就任。1881年（明治14年）9月に上京し、1882年（明治15年）5月に千葉に移り『千葉総房共立新聞』幹事となる。同年9月、東京に移った。
1883年（明治16年）4月、徴兵検査のため帰省。甲種合格となり告森家の二男であり徴兵を受けるのを避けるため、同年6月、西宇和郡日土村（現八幡浜市日土町）の資産家・清水利三郎の養嗣子となり、同年12月に家督を相続した。養父が初代頭取を務めた第二十九銀行（川之石銀行）の取締役に就任。1887年（明治20年）頃、立憲改進党に所属し、1889年（明治22年）1月、愛媛県会議員に当選し、1892年（明治25年）3月に再選された。鈴木重遠から勧誘され立憲革新党に入党し、1894年（明治27年）3月の第3回衆議院議員総選挙に愛媛県第5区から出馬して初当選。1897年（明治30年）10月、県会議員に再選された。同常置委員、同議長を務めたが、1898年（明治31年）愛媛県農工銀行頭取に就任して多忙を理由に議長を辞し、同年9月、県議も辞職した。1904年（明治37年）3月、第9回総選挙に愛媛県郡部から出馬して再選。1912年（明治45年）5月の第11回総選挙で再選され、その後、立憲同志会の結成に参画。1915年（大正4年）3月、第12回総選挙でも再選され、衆議院議員に通算4期在任した。1920年5月（大正9年）の第14回総選挙の立候補を辞退し、高須峯造の後任として憲政会愛媛支部長に就任した。
その他、愛媛新報社長、伊予水力電気取締役、愛媛県貯蓄銀行重役、明正銀行重役、殖産銀行重役、愛媛鉄道重役などを務めた。

## 国政選挙歴
- 第3回衆議院議員総選挙（愛媛県第5区、1894年3月、立憲革新党）当選[13][15]
- 第4回衆議院議員総選挙（愛媛県第5区、1894年9月、立憲革新党）落選[16]
- 第6回衆議院議員総選挙（愛媛県第5区、1898年8月、憲政本党）落選[16]
- 第9回衆議院議員総選挙（愛媛県郡部、1904年3月、憲政本党）当選[13][17]
- 第11回衆議院議員総選挙（愛媛県郡部、1912年5月、無所属）当選[13][18]
- 第12回衆議院議員総選挙（愛媛県郡部、1915年3月、立憲同志会）当選[13][18]
- 第13回衆議院議員総選挙（愛媛県郡部、1917年4月、憲政会）落選[19]

## 論説
- 山本隆徳「誰カ云フ下等賤民豈能ク何等ヲカ為シ得ント」『自由新聞』明治15年10月15日、同月21日、同月22日掲載[20]。

## 親族
- 兄 告森良（県知事、内務官僚）[1]
- 弟 谷口長雄（熊本医学校長）・赤松桂（宇和島市長）[1]